# Felix Slováček
Felix Slováček starší, vlastním jménem Antonín Slováček (* 23. května 1943 Zlín) je český klarinetista, saxofonista, hudební skladatel a dirigent. Kromě svého působení v oblasti populární hudby se dobře uplatnil také jako interpret klasického klarinetového repertoáru.
Bývalý člen Orchestru Karla Vlacha, dlouholetý sólista Orchestru Ladislava Štaidla (1969–1986) a pozdější šéfdirigent Tanečního orchestru Československého rozhlasu, který dnes řídí pod pozměněným názvem jako svůj vlastní big band.

## Životopis
Jméno Felix, pod kterým je známý, byla původně školní přezdívka vzniklá podle kreslené postavy kocoura Felixe. Spoluhráči v Tanečním orchestru Československého rozhlasu mu taktéž kvůli aranžérským schopnostem i doširoka otevřeným očím přezdívali Vivaldi.
Studoval 3 roky Vejvanovského konzervatoř v Kroměříži, následně v roce 1967 vystudoval hru na klarinet na Janáčkově akademii múzických umění v Brně. Vystupoval s Orchestrem Karla Vlacha, Orchestrem Gustava Broma, v RIAS Radio Big Bandu, v Big Bandu Radio Copenhagen i WDR Big Bandem v Kolíně nad Rýnem.
Ve volbách do Senátu PČR v roce 2016 kandidoval jako nestraník za Stranu soukromníků České republiky (SsČR) v obvodu č. 22 – Praha 10. Se ziskem 0,86 % hlasů skončil na předposledním 9. místě a do druhého kola nepostoupil.

## Ocenění
Felix Slováček byl oceněn titulem zasloužilý umělec a 28. října 2013 ho prezident Miloš Zeman vyznamenal medailí Za zásluhy.
V roce 2014 obdržel ocenění Senior Prix od Nadace Život umělce.

## Diskografie
(seznam není úplný)
- 1993 For Lovers (Supraphon)
- 1994 Felix Slováček – Classic Essential (Supraphon)
- 1994 Dvorana slávy
- 1996 Felix Slováček – Saxo (Bonton music)
- 1996 Felix Slováček a jeho Beatles (Monitor-EMI)
- 1996 Rozvíjej se, poupátko
- 1997 20× Felix Slováček (Bonton music)
- 1998 Felix Slováček Big Band – Happy-Go-Lucky (Český rozhlas)
- 1998 Felix Slováček Con Amore (Český rozhlas)
- 2003 Gold
- 2008 Made in Czecho Slováček
- 2011 Salto Solo

### Kompilace
- 1999: Pár růží… – Josef Sochor – Big Band radio Praha s Felixem Slováčkem (Český rozhlas – Radioservis)
- 2002: Svět můj a tvůj – Josef Sochor a hosté – Pavlína Filipovská, Felix Slováček, J. Hlava, J. Kuderman (Popron)

## Filmografie

### Skladatel
- 1980 Hudba pro dva
- 1984 Oči pro pláč

### Herec
- 1975 Romance za korunu
- 1979 Hodinářova svatební cesta korálovým mořem

### Nahrávky
- 1978 Radost až do rána – saxofonové sólo